# Koji Nakata
Koji Nakata (født 9. juli 1979) er en japansk fodboldspiller.

## Japans fodboldlandshold
| Japans landshold | Japans landshold | Japans landshold |
| År               | Kmp              | Mål              |
| ---------------- | ---------------- | ---------------- |
| 2000             | 7                | 0                |
| 2001             | 13               | 0                |
| 2002             | 13               | 0                |
| 2003             | 7                | 0                |
| 2004             | 6                | 2                |
| 2005             | 8                | 0                |
| 2006             | 2                | 0                |
| 2007             | 1                | 0                |
| Total            | 57               | 2                |